# Leucochrysa mortoni
Leucochrysa mortoni là một loài côn trùng trong họ Chrysopidae thuộc bộ Neuroptera. Loài này được Lacroix miêu tả năm 1926.